# Cévennes
Cévennes (galski: Cebenna, latinski: Cevenna, okcitanski i španjolski: Cevenas, njemački: Cevennen) je planinsko gorje u francuskom Središnjem masivu. Cévennes se rasprostire na više francuskih departmana: Gard, Lozère, Ardèche i  Haute-Loire. Ime je dobio po narodu Kemenoncima (Κέμμενων, Cemmenon) koje spominje i Strabo u svom djelu, Geographica.
Najviša točka je planina Mont Lozère (1702 m), a unutar gorja se nalazi i Nacionalni park Cévennes. Odavde rijeke Loire i Allier teku ka Atlantiku, a Ardèche i njezine pritoke Chassezac i Cèze, prema rijeci Rhône; dok Vidourle, Hérault i Dourbie teku na jug prema Sredozemnom moru. Tu su i dva klanca, kratkih rijeka Jonte i Tarn.
Cévennes s visoravnima Caussesa čini planinski krajolik s dubokim dolinama od 302.319 hektara, koji predstavlja izvanredan primjer odnosa između poljoprivredno-pastirskih sustava i njihovih biofizičkih okruženja, osobito stočnih putova ili cesta za kola. Sela i značajna seoska gospodarstva od kamena u dubokim terasama Caussesa odražavaju prostorne organizacije velikih opatija iz 11. stoljeća. Mont Lozère, unutar područja, jedno je od posljednjih mjesta na kojima se još uvijek prakticira ljetno preseljenje stoke.
- Selo Sainte-Enimie
- Klanac rijeke Tarn
- Cirque de Navacelles
- Put stoke Mont Aigoual
- Planina Caroux

## Vanjske poveznice
- Robert Louis Stevenson, Travels with a Donkey in the Cévennes, 1879.
- Cevennes mediteranski turizam (engl.)
- Službena stranica nacionalnog parka Cévennes (engl.)